# Hédervár
Hédervár é um município da Hungria, situado no condado de Győr-Moson-Sopron. Tem 14,28 km² de área e sua população em 2015 foi estimada em 1.237 habitantes.